# James Macaulay Higginson
James Macaulay Higginson (1805-1885), aristócrata británico, gobernador de Antigua y Barbuda entre 1847 y 1850, designado por la reina Victoria I.
| Predecesor: Sir Charles Agoustus FitzRoy | Gobernador de Antigua y Barbuda 1847-1850 | Sucesor: Robert James Mackinstosh |

- Datos: Q5925808